# Estadio Markaziy
El Estadio Markaziy es un estadio multiuso ubicado en Qarshi, Uzbekistán y que actualmente es utilizado para el fútbol como la sede del Nasaf Qarshi.

## Historia
El estadio fue inaugurado en el año 2006, aunque su primer partido fue el 8 de agosto de 2008 entre el Nasaf Qarshi con el Uz-Dong-Ju Andijon.
Cuenta con capacidad para 17 750 espectadores, que incluyen 180 asientos vip, 220 para la prensa y 6 para los comentaristas.

## Eventos
El 29 de octubre de 2011 fue sede de la final de la Copa de la AFC 2011 entre el Nasaf Qarshi contra el Kuwait SC, donde ganaron los locales 2-1.

## Partidos destacados
| 29 de octubre de 2011 | Nasaf Qarshi                      | 2 – 1   | Al-Kuwait | Markaziy Stadium, Qarshi, Uzbekistán                                      |                                                                           |
|                       | Shomurodov 62' · Perepļotkins 65' | Reporte | Kabi 68'  | Asistencia: 15 753 espectadores Árbitro(s): Kim Dong-Jin ( Corea del Sur) | Asistencia: 15 753 espectadores Árbitro(s): Kim Dong-Jin ( Corea del Sur) |